# 里亚博沃 (托斯诺区)
里亚博沃（羅馬化：Ryabovo）是俄罗斯列宁格勒州的市级镇，属托斯诺区，地处列宁格勒州中南部，位于区行政中心托斯诺、州府圣彼得堡及加特契纳东南方。镇内设有同名铁路车站。
1770年首次见于资料，时称里亚博瓦（Рябова）。1965年，里亚博沃村、索科洛夫鲁切伊村、里亚博沃车站村、佩利戈尔斯科耶村、梅斯林卡村合并成工人村（市级镇）里亚博沃。该地2021年人口有3,096人；2010年人口3,251；2002年人口3,309；1989年人口3,935。